# World Hockey Association
World Hockey Association var en professionell ishockeyliga i USA och Kanada under 1970-talet som konkurrerade med NHL, under sju säsonger. 2004 försökte man skapa en uppföljare med samma namn, World Hockey Association, men den ligan kom dock aldrig till spel.

## Historia
WHA skapades 1972 som ett alternativ till NHL av Dennis Murphy och Gary Davidson. De första lagen var Alberta Oilers, Chicago Cougars, Cleveland Crusaders, Houston Aeros, Los Angeles Sharks, Minnesota Fighting Saints, New England Whalers, New York Raiders, Ottawa Nationals, Philadelphia Blazers, Quebec Nordiques och Winnipeg Jets. Den nya ligan lyckades skaffa stjärnspelare som Bobby Hull och Gordie Howe.
Ligan hade ett par starka lag, men de flesta lag hade ekonomiska problem och flera lag flyttade och lades ner, några lag flyttade till och med till andra städer under säsongen. Som mest hade ligan 14 lag, men sista säsongen var man nere i 6 lag efter att Indianapolis Racers lades ned efter 25 matcher. Under slutet av 1970-talet började pengarna försvinna och den sista säsongen spelades därför 1978–79. Fyra av lagen Edmonton Oilers, New England Whalers, Quebec Nordiques och Winnipeg Jets fick inträde till NHL inför säsongen 1979–80, men tre av lagen flyttade senare till andra städer, så endast Edmonton Oilers finns kvar i sin ursprungliga WHA-stad.

## Lag
| - Alberta Oilers (1972–73; blev Edmonton Oilers) - Baltimore Blades (1975) - Birmingham Bulls (1976–79) - Calgary Cowboys (1975–77) - Chicago Cougars (1972–75) - Cincinnati Stingers (1975–79) - Cleveland Crusaders (1972–76; blev Minnesota Fighting Saints) - Denver Spurs (1975–76; blev Ottawa Civics) - Edmonton Oilers (1973–79; gick till NHL) - Houston Aeros (1972–78) - Indianapolis Racers (1974–78) - Los Angeles Sharks (1972—74; blev Michigan Stags) - Miami Screaming Eagles (spelade aldrig; blev Philadelphia Blazers) - Michigan Stags (1974–75; blev Baltimore Blades) - Minnesota Fighting Saints (1972–76) | - Minnesota Fighting Saints (1976–77) - New England Whalers (1972–79; gick till NHL) - New Jersey Knights (1973–74; blev San Diego Mariners) - New York Golden Blades (1973; blev New Jersey Knights) - New York Raiders (1972–73; blev New York Golden Blades) - Ottawa Civics (1976) - Ottawa Nationals (1972–73; blev Toronto Toros) - Philadelphia Blazers (1972–73; blev Vancouver Blazers) - Phoenix Roadrunners (1974–77) - Quebec Nordiques (1972–79; gick till NHL) - San Diego Mariners (1974–77) - Toronto Toros (1973–76; blev Birmingham Bulls) - Vancouver Blazers (1973–75; blev Calgary Cowboys) - Winnipeg Jets (1972–79; gick till NHL) |

| Före                   | 1972/73 (12 lag)          | 1973/74 (12 lag)                           | 1974/75 (14 lag)                 | 1975/76 (14 lag)           | 1976/77 (12 lag)          | 1977/78 (8 lag)     | 1978/79 (7 lag)     |
|                        | Alberta Oilers            | Edmonton Oilers                            | Edmonton Oilers                  | Edmonton Oilers            | Edmonton Oilers           | Edmonton Oilers     | Edmonton Oilers     |
|                        | Chicago Cougars           | Chicago Cougars                            | Chicago Cougars                  |                            |                           |                     |                     |
|                        |                           |                                            |                                  | Cincinnati Stingers        | Cincinnati Stingers       | Cincinnati Stingers | Cincinnati Stingers |
| Calgary Broncos        | Cleveland Crusaders       | Cleveland Crusaders                        | Cleveland Crusaders              | Cleveland Crusaders        | Minnesota Fighting Saints |                     |                     |
| Dayton Aeros           | Houston Aeros             | Houston Aeros                              | Houston Aeros                    | Houston Aeros              | Houston Aeros             | Houston Aeros       |                     |
|                        |                           |                                            |                                  | Denver Spurs/Ottawa Civics |                           |                     |                     |
|                        |                           |                                            | Indianapolis Racers              | Indianapolis Racers        | Indianapolis Racers       | Indianapolis Racers | Indianapolis Racers |
|                        | Los Angeles Sharks        | Los Angeles Sharks                         | Michigan Stags/ Baltimore Blades |                            |                           |                     |                     |
|                        | Minnesota Fighting Saints | Minnesota Fighting Saints                  | Minnesota Fighting Saints        | Minnesota Fighting Saints  |                           |                     |                     |
|                        | New England Whalers       | New England Whalers                        | New England Whalers              | New England Whalers        | New England Whalers       | New England Whalers | New England Whalers |
|                        | New York Raiders          | New York Golden Blades/ New Jersey Knights | San Diego Mariners               | San Diego Mariners         | San Diego Mariners        |                     |                     |
|                        | Ottawa Nationals          | Toronto Toros                              | Toronto Toros                    | Toronto Toros              | Birmingham Bulls          | Birmingham Bulls    | Birmingham Bulls    |
| Miami Screaming Eagles | Philadelphia Blazers      | Vancouver Blazers                          | Vancouver Blazers                | Calgary Cowboys            | Calgary Cowboys           |                     |                     |
|                        |                           |                                            | Phoenix Roadrunners              | Phoenix Roadrunners        | Phoenix Roadrunners       |                     |                     |
| San Francisco SeaHawks | Quebec Nordiques          | Quebec Nordiques                           | Quebec Nordiques                 | Quebec Nordiques           | Quebec Nordiques          | Quebec Nordiques    | Quebec Nordiques    |
|                        | Winnipeg Jets             | Winnipeg Jets                              | Winnipeg Jets                    | Winnipeg Jets              | Winnipeg Jets             | Winnipeg Jets       | Winnipeg Jets       |

## Troféer och priser
- Avco World Trophy - WHA-mästare
- Ben Hatskin Trophy - Bäste målvakt
- Bill Hunter Trophy - Poängkung under grundserien
- Dennis A. Murphy Trophy - Bäste back
- Gary L. Davidson Award/Gordie Howe Trophy - Grundseriens mest värdefulle spelare
- Howard Baldwin Trophy - Årets tränare
- Lou Kaplan Trophy - Årets nykomling
- Paul Deneau Trophy - Årets gentleman
- WHA Playoff MVP - Slutspelets mest värdefulle spelare